# Bastian Muhr
Bastian Muhr (* 1981 in Braunschweig) ist ein deutscher Maler und Grafiker.

## Leben
Aufgewachsen in Berlin, studierte Bastian Muhr von 2004 bis 2010 Malerei und Grafik an der Leipziger Hochschule für Grafik und Buchkunst (HGB). Anschließend absolvierte er das Meisterschülerstudium bei Annette Schröter, das er 2013 mit dem Meisterschülertitel abschloss. Vom Wintersemester 2013/2014 bis zum Sommersemester 2015 war Bastian Muhr als künstlerischer Mitarbeiter in der Klasse von Ingo Meller an der HGB Leipzig tätig, außerdem von 2017 bis 2019 als künstlerischer Mitarbeiter in der Klasse von Michael Riedel. 2019 hatte er den Theodore Randall International Chair in Painting an der Alfred University, New York inne. Er lebt und arbeitet in Leipzig.

## Werk
Muhrs Werk umfasst die Gattungen Malerei und Zeichnung, die er gleichwertig nebeneinander ausführt. Er beschäftigt sich hauptsächlich mit formalen Fragestellungen an das gezeichnete Bild. Im Vordergrund stehen dabei die Genese von Bildern aus konzeptionellen, systematischen und repetitiven Arbeitsprozessen sowie eine starke Reduktion des Bildgegenstandes. Meistens entstehen über längere Zeiträume größere Werkserien, die sich trotz vieler Bezugspunkte grundlegend von anderen zuvor abgeschlossenen Serien unterscheiden.
In einer 2011 begonnenen Serie steigert der Künstler stetig die Komplexität der Zeichnung. Seine abstrakt gehaltenen, kleinteiligen Arbeiten zeichnen sich aus durch ein Zusammenspiel aus System und Zufall, was sich dem Rezipienten erst bei längerer Betrachtung erschließt. Konstrukte aus geometrischen Formen füllen die Oberflächen bis ein vollständiges Raster entsteht. Je nach Distanz zum Bild wechselt die Wahrnehmung zwischen homogener Flächigkeit, raumgreifender Dreidimensionalität und feingliedriger Struktur. Die kontrolliert gesetzten Striche machen den Arbeitsvorgang des Künstlers deutlich und führen zu einer Reflexion der Methodiken und Schaffensprozesse sowie einer Auseinandersetzung mit den räumlichen und zeitlichen Gegebenheiten.
Diese Arbeiten haben keine vorgegebene Leserichtung. Idealerweise werden sie in Vitrinen liegend präsentiert, sodass Betrachter sie umgehen können und sich ihren eigenen Standpunkt wählen. Die Blätter werden so zu Objekten im Raum, das Motiv changiert zwischen Muster und Komposition.
Ab 2015 hat sich aus einer Reihe von Vorzeichnungen in der Malerei eigene Figurensprache entwickelt. Eine gewisse Motivik lässt sich hier erahnen, jedoch niemals wirklich bestimmen. „Als farbige Piktogramme seiner Weltwahrnehmung bewegt sich seine Malerei im Spannungsfeld von Symbol und Abstraktion.“ Der Arbeitsprozess wird dabei nachvollziehbar. Korrekturen und Arbeitsspuren werden bewusst nicht kaschiert und evozieren ein Nachdenken über Material und Farbe.
Aus den kleinformatigen Vorzeichnungen für die Malerei ist auch eine eigene Zeichnungsreihe entstanden. Hier bearbeitet der Künstler die Blätter, bis sie vollkommen mit Bleistiftstrichen gefüllt sind und die ursprünglichen Linien nur noch im Negativ erscheinen.
Ein weiteres Interesse gilt dem Werkstoff Glas. Im Zuge der Initiative Lichtungen – zeitgenössische Glasmalerei in anhaltischen Kirchen hat Bastian Muhr die Fenster der romanischen Kirche in Altjessnitz (Sachsen-Anhalt) neu gestaltet.
An verschiedensten Orten sind zudem große ortsspezifische Zeichnungen entstanden, die jeweils nur temporär zu sehen waren. Die sehr zeitaufwändigen Arbeiten, aus ephemeren Materialien gefertigt, wirken in besonderer Weise mit ihrem Umfeld zusammen und regen zu Reflexionen über Raum und Zeit an. Hier geht es um die Übertragung der Zeichnung in den architektonischen Raum, um so eine Raumerfahrung grundlegend zu verändern. Arbeiten dieser Art wurden unter anderem im Museum Wiesbaden (2016), im Museum der bildenden Künste Leipzig (2018), in der Kunsthalle Göppingen (2019) sowie im öffentlich zugänglichen Skulpturengarten der Stadt Leipzig (2021) realisiert.

## Preise und Stipendien
- 2022 Arbeitsstipendium ArsVersa Kunst-Stiftung, Freiburg[7]
- 2021 Arbeitsstipendium Stiftung Kunstfonds, Bonn[8]
- 2020 Artist in Residence The Josef & Anni Albers Foundation, Bethany (US)[9]
- 2019 Arbeitsstipendium Pollock-Krasner Foundation, New York City (US)[10]
- 2017 Artist in Residence CCA Andratx, Mallorca (ES)
- 2015 International Studio & Curatorial Program (ISCP) New York City (US)[11]
- 2013 Kunstpreis der 20. Leipziger Jahresausstellung[12]
- 2012 Artist in Residence Košice, (SK) / Goethe-Institut[13]
- 2008 Studienpreis des Freundeskreises der HGB, Leipzig[14]

## Ausstellungen

### Einzelausstellungen
- 2024 Gebrauchsgrafik, Hamburger Kunsthalle, Hamburg
- 2024 Heavy Side Eye, Galerie Jochen Hempel, Leipzig
- 2021 WVZ 19-20 - Editionspräsentation, Museum der bildenden Künste, Leipzig
- 2020 Ludlow/Leipzig, Klaus von Nichtssagend Gallery, New York City (US) (mit Benjamin Butler)
- 2020 Leipzig/Ludlow, Galerie Jochen Hempel, Leipzig (mit Benjamin Butler)
- 2020 o.T., Taunusturm, Frankfurt/Main
- 2019 Form Cowboy, unttld contemporary, Wien (AT)
- 2019 Shed, Kunsthalle Göppingen, Göppingen
- 2018 Kante, Museum der bildenden Künste, Leipzig
- 2017 Schwarzbunt, Galerie Jochen Hempel, Leipzig
- 2016 Hudson, Galerie Jens Walther, Berlin
- 2016 Zick-Zack, Projektraum Museum Wiesbaden, Wiesbaden
- 2016 Zeichnungen, Junge Kunst e.V., Wolfsburg[15]
- 2014 Folge der Linie bis zum Elefanten, Galerie b2, Leipzig
- 2013 Eine Reise nach Hawaii könnte die Ihre sein, Galerie b2, Leipzig
- 2012 O, Galerie b2, Leipzig

### Gruppenausstellungen (Auswahl)
- 2023 KaB Postblockareal Nord, Kronprinzenpalais, Berlin
- 2023 Into Distance, Kunsthaus Essen, Essen
- 2022 salondergegenwart 2022, Hamburg
- 2022 Groupshow, Petra Rinck Galerie, Düsseldorf
- 2021 Künstliche Paradiese, Kunstverein Leipzig, Leipzig
- 2020 Heute ist morgen vorbei, Feinkunst Krüger, Hamburg
- 2019/2020 Jetzt! Junge Malerei in Deutschland, Kunstmuseum Bonn, Museum Wiesbaden, Kunstsammlungen Chemnitz, Deichtorhallen Hamburg
- 2019 In bester Gesellschaft, Staatliche Museen zu Berlin, Kupferstichkabinett Berlin
- 2019 Lichtung Leipzig, Orangerie der Anhaltischen Gemäldegalerie, Dessau
- 2018 The Art of Recollecting, G2 Kunsthalle/Sammlung Hildebrand, Leipzig
- 2018 Follow the Line, Kunsthalle der Sparkasse, Leipzig
- 2017 ¡Manos arriba, esto es un atraco!, CCA Andratx, Mallorca (ES)
- 2017 Delayed Tiger, Bruch & Dallas, Köln
- 2016 Radierung als Sprache, New York Academy of Art, New York City (US)
- 2016 Klassentreffen, Kunsthalle der Sparkasse, Leipzig
- 2015 Making Something, Kunstverein Leipzig
- 2014 saxonia paper II – Zeichnung in Sachsen, Kunsthalle der Sparkasse, Leipzig
- 2013 Acht mal Zeichnung, Kunstverein Leipzig
- 2011 Schulfrei – Junge Leipziger Positionen, Kunsthalle Villa Kobe, Halle (Saale)[16]
- 2010 Zapfen und Stäbchen, Kunstverein Lemgo, Hansestadt Lemgo
- 2010 Hotel Genial, Kunstverein Tiergarten, Berlin
- 2008 Studienpreis 2008, Galerie der Hochschule für Grafik und Buchkunst, Leipzig